# Chrysosoma flexum
Chrysosoma flexum är en tvåvingeart som först beskrevs av Friedrich Hermann Loew 1858.  Chrysosoma flexum ingår i släktet Chrysosoma och familjen styltflugor. Inga underarter finns listade i Catalogue of Life.